# Gláfiras
Gláfiras (en griego,  Γλαφύραι) es el nombre de una antigua ciudad griega de Tesalia, que fue mencionada por Homero en el catálogo de las naves de la Ilíada, donde formaba parte de los territorios que gobernaba Eumelo. Se desconoce el lugar exacto donde estaba ubicada.